# Луїджі Мартіні
Луїджі Мартіні (італ. Luigi Martini, нар. 15 червня 1949, Капаннорі) — італійський футболіст, що грав на позиціях захисника і півзахисника, зокрема за клуб «Лаціо», а також національну збірну Італії.
Чемпіон Італії. 

## Клубна кар'єра
У дорослому футболі дебютував 1966 року виступами за команду «Луккезе-Лібертас», в якій провів два сезони, взявши участь у 30 матчах чемпіонату. 
Згодом з 1968 по 1971 рік грав у складі команд «Сієна» та «Ліворно».
Своєю грою за останню команду привернув увагу представників тренерського штабу клубу друголігового на той час «Лаціо», до складу якого приєднався 1971 року. Відіграв за «біло-блакитних» наступні вісім сезонів своєї ігрової кар'єри. Більшість часу, проведеного у складі «Лаціо», був основним гравцем команди. За результатами першого ж сезону в римській команді допоміг їй підвищитися в класі до Серії A, а вже за два роки,  в сезоні 1973/74, став у складі «Лаціо» чемпіоном Італії.
Завершував ігрову кар'єру у Північній Америці, де 1979 року грав за «Чикаго Стінг», а протягом 1981 року захищав кольори іншого представника NASL, канадського «Торонто Бліззард».

## Виступи за збірну
1974 року дебютував провів свою єдину гру у складі національної збірної Італії.
| Дата       | Місто | Господарі | Результат | Гості    | Турнір           | Голи | Примітки |
| ---------- | ----- | --------- | --------- | -------- | ---------------- | ---- | -------- |
| 29-12-1974 | Генуя | Італія    | 0 – 0     | Болгарія | товариський матч | -    |          |
| Усього     |       | Матчів    | 1         |          | Голів            | 0    |          |

## Титули і досягнення
- Чемпіон Італії (1):

«Лаціо»: 1973-1974